# Khám phá dòng Mississippi
Khám phá Mississippi là một bức tranh do William Henry Powell thực hiện vào năm 1847. Bức tranh nói về cảnh chinh tướng Hernando de Soto đang cưỡi một con ngựa trắng nhìn ra sông Mississippi. De Soto người châu Âu đầu tiên nhìn thấy sông Mississippi vào năm 1541.